# Залешани (Підкарпатське воєводство)
Залешани (пол. Zaleszany) — село в Польщі, у гміні Залешани Стальововольського повіту Підкарпатського воєводства.
Населення — 1069 осіб (2011).
У 1975-1998 роках село належало до Тарнобжезького воєводства.

## Демографія
Демографічна структура станом на 31 березня 2011 року:
|          | Загалом | Допрацездатний вік | Працездатний вік | Постпрацездатний вік |
| -------- | ------- | ------------------ | ---------------- | -------------------- |
| Чоловіки | 515     | 107                | 344              | 64                   |
| Жінки    | 554     | 119                | 306              | 129                  |
| Разом    | 1069    | 226                | 650              | 193                  |